# It's Hard out Here for a Pimp
«It's Hard out Here for a Pimp» es una canción escrita por el grupo de hip hop Three 6 Mafia y por Frayser Boy para la película Hustle & Flow. La canción fue interpretada en el filme por los protagonistas Terrence Howard y Taraji P. Henson. Three 6 Mafia incluyó su propia versión de la canción junto a la vocalista Paula Campbell en la versión especial del álbum Most Known Unknown. 

## Premios Oscar
La canción fue nominada a Óscar a la mejor canción original en 2006. En la ceremonia de los Premios Óscar de 2005, la canción fue interpretada por Three Six Mafia junto a Frayser Boy y Taraji P. Henson poco antes de que la canción fuera anunciada como la ganadora del Óscar. Howard no quería cantar en la ceremonia, por lo que le dieron la oportunidad los miembros de Three 6 Mafia de cantar en la actividad. Three 6 Mafia se convirtió en el primer grupo de hip hop en ganar el Óscar a la mejor canción original y fueron los primeros artistas de ese género en cantar en la ceremonia. La canción fue la segunda de ese género en ganar un Óscar después de que «Lose yourself» de Eminem lo hiciera en 2002.